# 케니 로긴스
케니 로긴스(Kenny Loggins, 1948년 1월 7일 ~ )는 미국의 가수, 기타 연주자, 송라이터이다.
1948년 1월 7일 워싱턴주 에버렛에서 태어나 디트로이트와 시애틀을 거쳐 캘리포니아주 앨햄브라에서 성장하였다. 고등학교를 졸업한 뒤 밴드 더 세컨드 헬핑(The Second Helping)을 결성하여 1968년과 1969년에 비바 레코즈(Viva Records)를 통해 음반을 냈으며 1968년 잠시 사이키델릭 록 밴드 디 일렉트릭 프룬스 기타 연주자로 활동하기도 했다.
1970년 니티 그리티 더트 밴드(Nitty Gritty Dirt Band)에 "House At Pooh Corner" 등 자작곡을 네 곡 주었다. 이즈음 컬럼비아 레코드에서 독립 음반 제작자로 활동 중이던 전 포코·버펄로 스프링필드 멤버 짐 메시나(Jim Messina)를 소개 받았고, 1972년 함께 로긴스 앤드 메시나를 결성하여 1977년까지 활동하였다.
듀오 해체 후 홀로서기에 돌입한 로긴스는 1977년 첫 솔로 앨범 Celebrate Me Home을 냈으며, 1978년 히트곡 "Whenever I Call You Friend"가 실린 두 번째 앨범 Nightwatch를 발매하였다. 1980년대 초, 마이클 맥도널드와 함께 쓴 두비 브라더스 곡 "What a Fool Believes"(1979)와 로긴스 본인의 세 번째 앨범 Keep the Fire의 리드 싱글 "This Is It"(1979)으로 그래미상을 두 차례 수상하였다.
특히 "I Believe in love" 등이 담긴 《스타 탄생》(1976)을 시작으로 영화 사운드트랙 분야에서 두드러진 활동을 보여왔으며, 미국에서 "영화 사운드트랙의 제왕"이란 칭호를 얻었다. 1984년 개봉한 영화 《자유의 댄스》(Footloose)에 실린 동명곡으로 1985년 제57회 아카데미상 주제가상 후보에 지명되었다. 그 외에 《캐디쉑》(1980)의 "I'm Alright", 《탑건》(1986)의 "Danger Zone", 《오버 더 톱》(1987)의 "Meet Me Half Way", 《캐디쉑 2》(1988)의 "Nobody's Fool" 등이 유명하다.
2013년 게리 버, 조지아 미들먼과 블루 스카이 라이더스(Blue Sky Riders)를 결성하여 정규 앨범 두 장을 발표하였다.

## 음반 목록

### 솔로 정규 앨범
- Celebrate Me Home (1977)
- Nightwatch (1978)
- Keep the Fire (1979)
- High Adventure (1982)
- Vox Humana (1985)
- Back to Avalon (1988)
- Leap of Faith (1991)
- Return to Pooh Corner (1994)
- The Unimaginable Life (1997)
- December (1998)
- More Songs from Pooh Corner (2000)
- It's About Time (2003)
- How About Now (2007)
- All Join In (2009)

### 로긴스 앤드 메시나
- Sittin' In (1971)
- Loggins and Messina (1972)
- Full Sail (1973)
- Mother Lode (1974)
- So Fine (1975)
- Native Sons (1976)

### 블루 스카이 라이더스
- Finally Home (2013)
- Why Not (2015)

## 영상 목록

### 텔레비전
- 새터데이 나이트 라이브 (1982) - 음악 손님
- 달마 앤 그렉 (1999) - 본인 역
- 아메리칸 아이돌 (2005) - 객원 심사위원
- 아처 (2014) - 본인 역 (애니메이션)
- 레이징 호프 (2014) - 본인 역
- 그레이스 앤 프랭키 (2017) - 본인 역
- 패밀리 가이 (2018-21) - 본인 역 (애니메이션)